# 張時亨 (嘉靖進士)
張時亨（1491年—？年），字嘉會，山西平阳府解州安邑縣人，匠籍。

## 生平
治《詩經》，正德十一年（1516年）山西鄉試第二十六名舉人，年三十三歲中式嘉靖二年（1523年）癸未科會試第二百四十二名，第三甲第二百四十九名進士。官河间府教授。

## 家族
曾祖张溶。祖父张威。父张雄。前母高氏、侯氏；母周氏；继母孫氏。具庆下。兄良臣、弟時正、時泰、時薦。